# Artur Ša'injan
Artur Ša'injan (* 8. ledna 1987) je arménský zápasník – klasik.

## Sportovní kariéra
Zápasení se věnoval od 11 let. Specializoval se na řecko-římský styl. V arménské mužské reprezentaci se prosazoval od roku 2009 ve váze do 84 kg. V roce 2012 se na olympijské hry v Londýně nekvalifikoval. Od roku 2014 soupeřil o post reprezentační jedničky s Maksimem Manukjanem ve váze do 85 kg. V roce 2016 prohrál s Mankunjanem nominaci na olympijské hry v Riu. Od roku 2018 startuje střídavě ve váze do 87 a 97 kg.

## Výsledky
| Turnaj             | 2003 | 2004 | 2005 | 2006 | 2007 | 2008 | 2009 | 2010 | 2011 | 2012 | 2013 | 2014 | 2015 | 2016 | 2017 | 2018 |
| Turnaj             | 16   | 17   | 18   | 19   | 20   | 21   | 22   | 23   | 24   | 25   | 26   | 27   | 28   | 29   | 30   | 31   |
| Turnaj             | -84  | -84  | -84  | -84  | -84  | -84  | -84  | -84  | -84  | -84  | -84  | -85  | -85  | -85  | -85  | -87  |
| ------------------ | ---- | ---- | ---- | ---- | ---- | ---- | ---- | ---- | ---- | ---- | ---- | ---- | ---- | ---- | ---- | ---- |
| Olympijské hry     |      | —    |      |      |      | —    |      |      |      | —    |      |      |      | —    |      |      |
| Mistrovství světa  | —    |      | —    | —    | —    |      | úč.  | —    | úč.  |      | —    | úč.  | —    |      | úč.  | 3.   |
| Evropské hry       |      |      |      |      |      |      |      |      |      |      |      |      | —    |      |      |      |
| Mistrovství Evropy | —    | —    | —    | —    | —    | —    | —    | —    | 3.   | —    | 3.   | —    | —    | —    | —    | úč.  |
| MS juniorů         | —    |      | 3.   | úč.  | 2.   |      |      |      |      |      |      |      |      |      |      |      |
| ME juniorů         |      | —    | —    | 2.   | úč.  |      |      |      |      |      |      |      |      |      |      |      |
| ME dorostenců      | 4.   | úč.  |      |      |      |      |      |      |      |      |      |      |      |      |      |      |